# Piero Carini
Piero Carini va ser un pilot de curses automobilístiques italià que va arribar a disputar curses de Fórmula 1.
Piero Carini va néixer el 6 de març del 1921 a Gènova i va morir el 30 de març del 1957 a Saint Etienne, França.

## A la F1
Va debutar a la tercera temporada de la història del campionat del món de la Fórmula 1, la corresponent a l'any 1952, disputant el 6 de juliol el GP de França, que era la quarta prova del campionat.
Piero Carini va arribar a participar entre les temporades 1952 i 1953 a tres curses puntuables pel campionat de la F1.

## Resultats a la Fórmula 1
| Any  | Equip             | Xassís  | Motor   | 1   | 2   | 3   | 4       | 5   | 6       | 7   | 8   | 9       | Posició | Punts |
| ---- | ----------------- | ------- | ------- | --- | --- | --- | ------- | --- | ------- | --- | --- | ------- | ------- | ----- |
| 1952 | Scuderia Marzotto | Ferrari | Ferrari | SUI | 500 | BEL | FRA Ret | GBR | ALE Ret | HOL | ITA |         | -       | 0     |
| 1953 | Scuderia Ferrari  | Ferrari | Ferrari | ARG | 500 | HOL | BEL     | FRA | GBR     | ALE | SUI | ITA Ret | -       | 0     |

### Resum
| Curses: | Victòries: | Pòdiums: | Poles: | Voltes ràpides: | Punts: |
| ------- | ---------- | -------- | ------ | --------------- | ------ |
| 3       | 0          | 0        | 0      | 0               | 0      |